# Andreas Stagnerus
Andreas Stagnerus , född 1630 i Oppeby socken, död 1694 i Lillkyrka socken, han var en svensk kyrkoherde i Lillkyrka församling. 

## Biografi
Andreas Stagnerus föddes 1630 på Kärra i Oppeby socken. Han var son till bonden Jöns Andersson och Elin Samuelsdotter. Stagnerus prästvigdes 28 juli 1648 och blev 1649 huspredikant på Brokind. Han blev 1651 komminister i Kaga församling och blev 1667 kyrkoherde i Lillkyrka församling. Stagnerus avled 1694 i Lillkyrka socken.

### Familj
Stagnerus gifte sig första gången med Christina (Kirstin) Thorbjörnsdotter (död 1673). Stagnerus gifte sig andra gången 1674 med Anna Månsdotter (1639–1709). Hon hade tidigare varit gift med kyrkoherden Sveno Magni Metzenius i Lillkyrka socken och Petrus Olavi Hulthenius i Lillkyrka socken. Stagnerus och Månsdotter fick tillsammans sonen Samuel (född 1675).